# 7699 Božek
7699 Božek è un asteroide della fascia principale. Scoperto nel 1989, presenta un'orbita caratterizzata da un semiasse maggiore pari a 2,3925618 UA e da un'eccentricità di 0,1658026, inclinata di 5,70704° rispetto all'eclittica.